# Multiplo

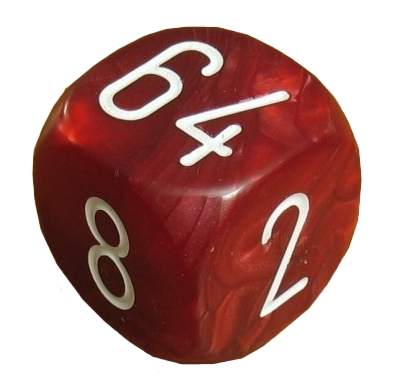
Dado del raddoppio del Backgammon

In matematica, si dice che un numero intero {\displaystyle a} è multiplo di un altro numero intero {\displaystyle b} se esiste un terzo numero intero {\displaystyle c} tale che moltiplicato per {\displaystyle b} dà come risultato {\displaystyle a}. Quindi, {\displaystyle a} è multiplo di {\displaystyle b} se e solo se esiste {\displaystyle c} tale che {\displaystyle a=c\times b}.
Il prodotto fra due numeri interi è chiamato multiplo intero.
Ad esempio {\displaystyle 6} è multiplo di {\displaystyle 2} perché esiste un terzo numero, il {\displaystyle 3}, per cui vale la relazione {\displaystyle 6=2\times 3}.
Quindi, ogni numero diverso da zero ha infiniti multipli e il risultato di una qualsiasi moltiplicazione è un multiplo dei due fattori. In teoria degli insiemi, l'insieme dei multipli di un numero intero non nullo è un insieme infinito di numeri. Un numero naturale può essere un multiplo di più numeri: {\displaystyle 18} è multiplo di {\displaystyle 3}, ma anche di {\displaystyle 2}, {\displaystyle 6}, {\displaystyle 9}.

## Proprietà
- Ogni numero intero è multiplo di {\displaystyle 1} e di se stesso.
- Lo {\displaystyle 0} è multiplo di tutti i numeri interi.
- Se {\displaystyle a} e {\displaystyle b} sono multipli di {\displaystyle x}, allora anche {\displaystyle a+b}, {\displaystyle a-b} e {\displaystyle ab} sono multipli di {\displaystyle x}.